# Stephen Foster (album)
Stephen Foster – album kompilacyjny z 1946 roku autorstwa Binga Crosby’ego, zawierający zbiór piosenek napisanych przez Stephena Collinsa Fostera (1826 – 1864). Został opracowany i wydany przez wytwórnię Decca Records.

## Lista utworów
Piosenki znalazły się na 4-płytowym, 78-obrotowym zestawie, Decca Album No. A-440. 
Płyta 1. „Jeanie with the Light Brown Hair” / „Nell and I”
Płyta 2. „Beautiful Dreamer” / „Sweetly She Sleeps, My Alice Fair”
Płyta 3. „My Old Kentucky Home” / „De Camptown Races”
Płyta 4. „Old Folks at Home” / „Old Black Joe”